# Dolors Bassa i Coll
Dolors Bassa i Coll (Torroella de Montgrí, 2 de febrer de 1959) és una mestra i psicopedagoga i política catalana, exconsellera de Treball, Afers Socials i Famílies de la Generalitat de Catalunya. Activista sindical vinculada a moviments progressistes, va ser diputada al Parlament de Catalunya en l'onzena i dotzena legislatures.
En el Judici al procés independentista català fou condemnada pel Tribunal Suprem, l'octubre de 2019, a 12 anys de presó i d'inhabilitació pels delictes de sedició i malversació.

## Biografia
Diplomada en Magisteri (1979) i llicenciada en Psicopedagogia (2007), ha treballat de mestra en diferents centres educatius.
En la vessant política ha estat regidora de l'Ajuntament de Torroella de Montgrí per Esquerra Republicana de Catalunya (ERC) entre el 2007 i el 2015, on fou la primera tinent d'alcalde i delegada de Dinamització Econòmica entre 2007 i 2011.
Ha estat secretària general de la Unió General de Treballadors (UGT) a les comarques gironines entre 2008 i 2015, tot i que estava activament vinculada amb el sindicat des del 2000. També ha estat membre del Consell Social de la Universitat de Girona (2001-2011).

### Diputada al Parlament i Consellera
A les eleccions al Parlament de Catalunya de 2015 va ocupar el sisè lloc de la candidatura independentista de Junts pel Sí per la circumscripció de Girona i va ser escollida diputada al Parlament.
El 13 de gener de 2016 fou nomenada consellera de Treball, Afers Socials i Famílies de la Generalitat en el govern de Carles Puigdemont. Va prendre possessió del càrrec el dia 14 de gener.
El 27 d'octubre de 2017 després que el Parlament de Catalunya proclamés la República Catalana, el Senat va aprovar les mesures proposades pel govern a l'empara de l'article 155 de la Constitució Espanyola, entre elles la destitució del President de la Generalitat de Catalunya i tot el seu govern de Catalunya, inclosa Dolors Bassa. Immediatament després va ser publicat en el Butlletí Oficial de l'Estat.

### Presó
El 2 de novembre de 2017 vuit membres del Govern català, entre ells la mateixa Dolors Bassa, Oriol Junqueras, Jordi Turull, Josep Rull, Meritxell Borràs, Carles Mundó, Raül Romeva, Joaquim Forn i Santi Vila, declararen davant la jutgessa de l'Audiència Nacional Carmen Lamela. El fiscal, Miguel Ángel Carballo va sol·licitar presó incondicional per a tots els membres del Govern català inclosa Dolors Bassa. El 4 de desembre va sortir temporalment en llibertat sota fiança després que la seva causa passés al Tribunal Suprem.
A les eleccions al Parlament de Catalunya de 2017 encapçalà la candidatura per Esquerra Republicana de Catalunya - Catalunya Sí a la circumscripció de Girona, on fou escollida diputada. El dia 22 de març de 2018, un cop finalitzada la votació fallida per a la investidura de Jordi Turull com a president de la Generalitat de Catalunya, va renunciar, juntament amb Carme Forcadell i Marta Rovira, a l'acta de diputada.
Un dia després, el 23 de març de 2018, el magistrat del Tribunal Suprem d'Espanya Pablo Llarena va ordenar el seu ingrés a presó, així com el de Jordi Turull, Carme Forcadell, Raül Romeva i Josep Rull. Llarena va argumentar presó provisional incondicional sense fiança per als cinc després de considerar que hi havia risc de fuga i de reiteració dels delictes pels quals van ser processats. També va emetre ordres de detenció europea i internacional per a gairebé tots els exiliats. Al seu torn, Marta Rovira no es va presentar i es va exiliar fora del país. Bassa fou ingressada a la presó d'Alcalá-Meco.
El 4 de juliol de 2018 va ser traslladada al Centre Penitenciari Puig de les Basses, a Figueres. Mentre va ser-hi, el centre penitenciari es va convertir en un punt de concentració i denúncia per part de les entitats independentistes de les comarques de Girona. S'hi van promoure sopars col·lectius i diverses concentracions, davant de la presó, per donar-li suport.
A les darreries d'agost del mateix any, Bassa va aconseguir un permís extraordinari per abandonar unes hores la presó i anar a veure la seva mare, que estava ingressada a un hospital.
L'1 de febrer de 2019 fou traslladada a la presó d'Alcalá Meco en un autocar de la Guàrdia Civil, per fer front al Judici que començà, a Madrid, el 12 de febrer, i que va acabar el 14 d'octubre de 2019 amb una sentència que imposava dures penes a la majoria de processats, i en concret, a Bassa, de 12 anys de presó i d'inhabilitació per sedició i malversació.
El juliol de 2020 se li va concedir el tercer grau penitenciari, però el Tribunal Suprem li va retirar el 4 de desembre.

### Indult
El 23 de juny de 2021, juntament amb la resta d'empresonats en el judici al procés independentista català fou indultada de la pena de presó pel govern de Pedro Sánchez, que mantingué la inhabilitació establerta en la sentència, condicionat a no cometre cap delicte greu en els següents 6 anys, i immediatament fou posat en llibertat, juntament amb Oriol Junqueras, Jordi Sànchez, Jordi Turull, Josep Rull, Raül Romeva i Joaquim Forn, que també complien condemna al Centre Penitenciari Lledoners, i Carme Forcadell, que complia condemna al Centre Penitenciari de Dones de Barcelona. Després de ser alliberada, malgrat seguir sent inhabilitada per a càrrecs públics, va reafirmar la seva voluntat de seguir sent un «actiu polític».